# Међународна федерација новинара
Међународна федерација новинара (енгл. International Federation of Journalists, фр. Fédération internationale des journalistes) највеће је и једно од најстаријих удружења новинара на свету.
Чланице Међународне федерације новинара могу бити само друге новинарске организације, типично синдикати или новинарска удружења.
У Србији, чланице су Независно удружење новинара Србије (НУНС), Удружење новинара Србије (УНС) и Синдикат новинара Србије (СИНОС).

## Историја
Основана 1926. године, поново покренута 1946. године, и опет у садашњем облику 1952. године. Седиште Међународне федерације новинара је у Бриселу, у Белгији. Организација представља 600.000 новинара у више од 140 држава света.

## Деловање
- Међународна федерација новинара промовише слободу штампе, социјалну правду преко јаких, слободних и независних синдиката новинара;
- Међународна федерација новинара не подржава било коју политичку опцију, али промовише људска права, демократију и плурализам;
- Међународна федерација новинара се противи дискриминацији свих врста, осуђује употребу медија у пропагандне сврхе или као средство за промоцију нетолеранције и сукоба;
- Међународна федерација новинара верује у слободу политичког и културног изражавања, одбрану синдиката и других основних људских права;
- Међународна федерација новинара заступа новинаре у склопу система Уједињених нација, али и у склопу међународног синдикалног покрета;
- Међународна федерација новинара подржава новинаре и њихове синдикате кад год се боре за своја радна и професионална права, основала је Међународни безбедносни фонд за пружање хуманитарне помоћи новинарима у невољи.[1]